# 野津村
野津村（のづむら）は、熊本県の南部、八代郡にかつてあった村。

## 歴史
- 1876年 - 西野津村、北野津村、南野津村、東野津村が野津村に合併。
- 1889年4月1日 - 町村制が施行し、野津村、河原町が合併し成立。
- 1954年4月1日 - 和鹿島村、吉野村と合併して竜北村となる。